# Obélisque du méridien de Paris
L'obélisque du méridien de Paris est un monument commémoratif érigé à Saint-Martin-du-Tertre, en France.

## Généralités
L'obélisque est érigé dans le centre de Saint-Martin-du-Tertre, dans le Val-d'Oise, à proximité de la mairie. Il s'agit d'un monument de près de 3 m de hauteur, en pierre, de forme simple : un long parallélépipède surmonté d'une pyramide.
Une inscription est gravée sur le haut de l'obélisque : « Station astronomique rattachée au réseau géodésique de la méridienne de France, 1866–1885 »,,.
Bien que lié au méridien de Paris, l'obélisque n'est pas situé exactement sur son tracé, mais 800 m à l'est. Il fait partie du Réseau géodésique français.

## Historique
Au XVIIIe siècle, Saint-Martin-du-Tertre sert à la mesure du méridien de Paris par César-François Cassini et Nicolas-Louis de Lacaille, puis par Jean-Baptiste Joseph Delambre et Pierre Méchain. Un premier monument est érigé sur ordre de Louis XV en 1736. Le monument actuel date de 1885.